# Valentin Conrart
Valentin Conrart (Parigi, 1603 – Parigi, 23 settembre 1675) è stato uno scrittore e letterato francese, iniziatore del progetto dell'Académie française, della quale fu segretario dal 1635.

## Biografia
Di famiglia calvinista, Valentin Conrart, avendo ricevuto un'istruzione idonea a intraprendere un'attività commerciale, poté iniziare solo più tardi gli studi letterari per imparare le lingue classiche e si applicò anche allo studio dell'italiano, dello spagnolo e naturalmente all'approfondimento della lingua francese. Nel 1627 ottenne la carica di consigliere e segretario del Re e delle sue finanze, cominciando a invitare letterati nella sua casa.
Amico di Jean Chapelain e di Jean-Luis Guez de Balzac, da lui s'incontravano gli uomini di lettere che formeranno il nucleo della futura Académie française: Antoine Godeau, Jean Ogier de Gombauld, Philippe Habert, Claude Malleville, François Le Métel de Boisrobert, Jean Desmarets de Saint-Sorlin, Nicolas Faret, Paul Pellisson. Quelle riunioni ispirarono a Richelieu, le cui idee avevano sempre un carattere di grandiosità, il progetto dell'Académie. Conrart indirizza le lettere ufficiali e redige i regolamenti nel 1635. Ne è il primo segretario e malgrado la sua appartenenza sincera alla religione protestante, il cardinale Richelieu lo mantenne nelle sue funzioni fino alla morte.
Ebbe un'influenza fondamentale sulla prima ondata delle grandi traduzioni in francese, realizzate da Giry, d'Ablancourt, Patru, che saranno poi chiamate "le belle infedeli"; collaborò con Vaugelas alla definizione della traduzione di Quinte-Curce. Con Chapelain, ebbe un'importante funzione nei dibattiti dell'Académie su Cid.
Non pubblicò alcun scritto notevole, cosa che fece dire a Nicolas Boileau: «Io imito di Conrart il prudente silenzio».

## Opere
- Lettres familières de Mr Conrart a Mr Félibien (1681)
- Les Psaumes de David mis en vers français et revus par ordre du Synode Wallon des Provinces-Unies (1730)
- Mémoires sur l'histoire de son temps (1825)
- Mémoires de Valentin Conrart, premier secrétaire perpétuel de l'Académie française (1652-1661)
- La Journée des madrigaux, suivie de la Gazette de Tendre et du Carnaval des précieuses (1856)
- Lettres à Lorenzo Magalotti, Université de Saint-Étienne (1981)